# Gabion

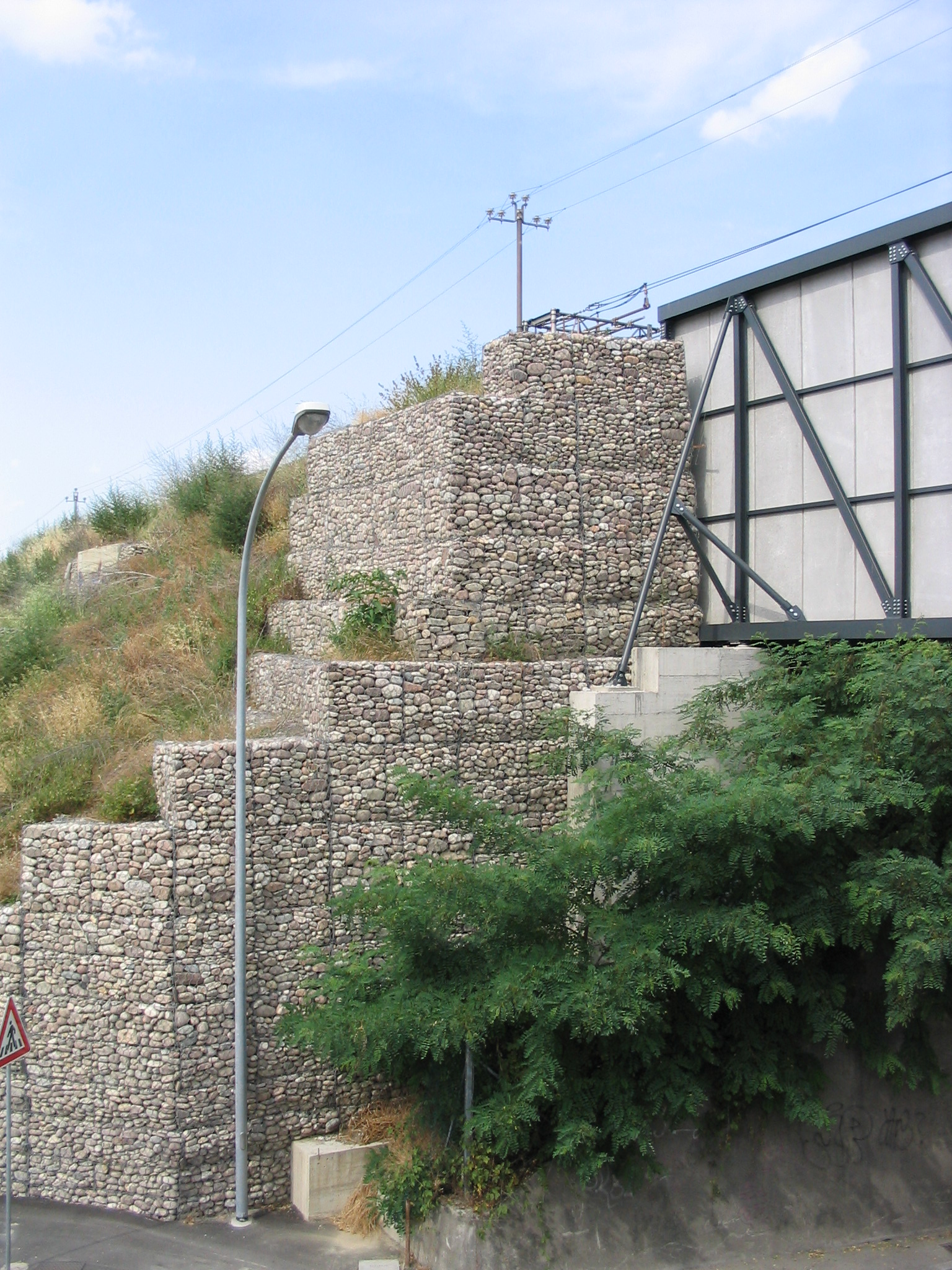
Brofundament med gabion

Gabioner (från italienska gabbione vilket betyder "stor bur") är burar ofta formade som cylindrar eller boxar, vilka fylls med sten, cement eller ibland sand och jord. De används bland annat vid markanläggning, vägkonstruktion och som erosionsskydd.
Gabionkonstruktioner har några fördelar framför traditionella betongkonstruktioner. De kan anpassa sig efter markens rörelser, dränera vatten och framförallt är de mycket robusta och kan ha en levnadstid på upp till 100 år.

## Historik
Gabion var förr inom befästningskonsten en så kallad skanskorg för skydd av infanteri och artilleri mot fientlig eld. Det var en  av mjuka, sammanvridna kvistar eller böjligt ris flätad cylindrisk korg utan botten som fylldes med jord. En flyttbar skanskorg som fylldes med ull, nöthår eller liknande användes som skydd för sappörer i löpgravar.

## Galleri

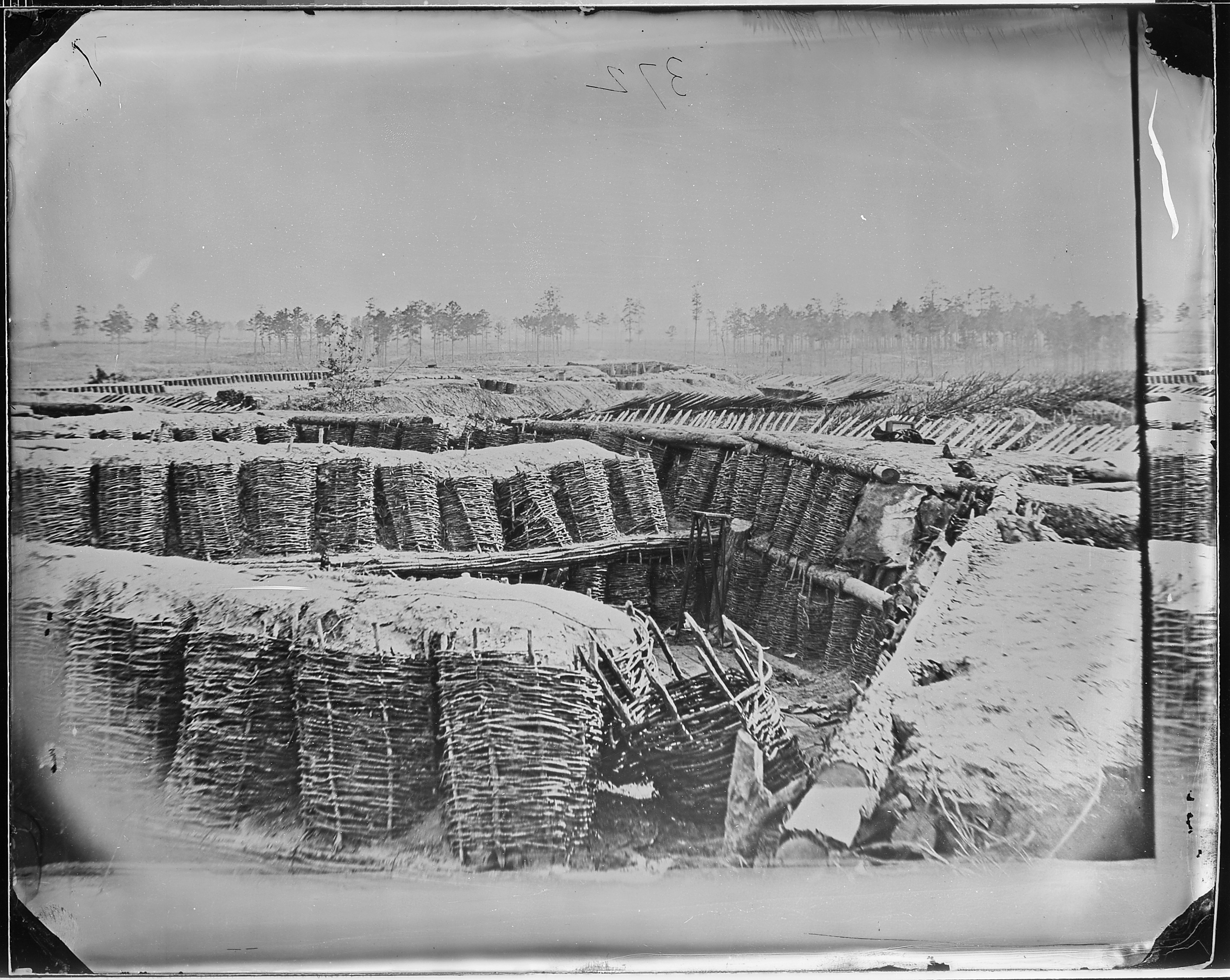
Skanskorgar i en del av det bröstvärnssystem som omgav Petersburg i amerikanska delstaten Virginia, under belägringen mellan juni 1864 och april 1865.
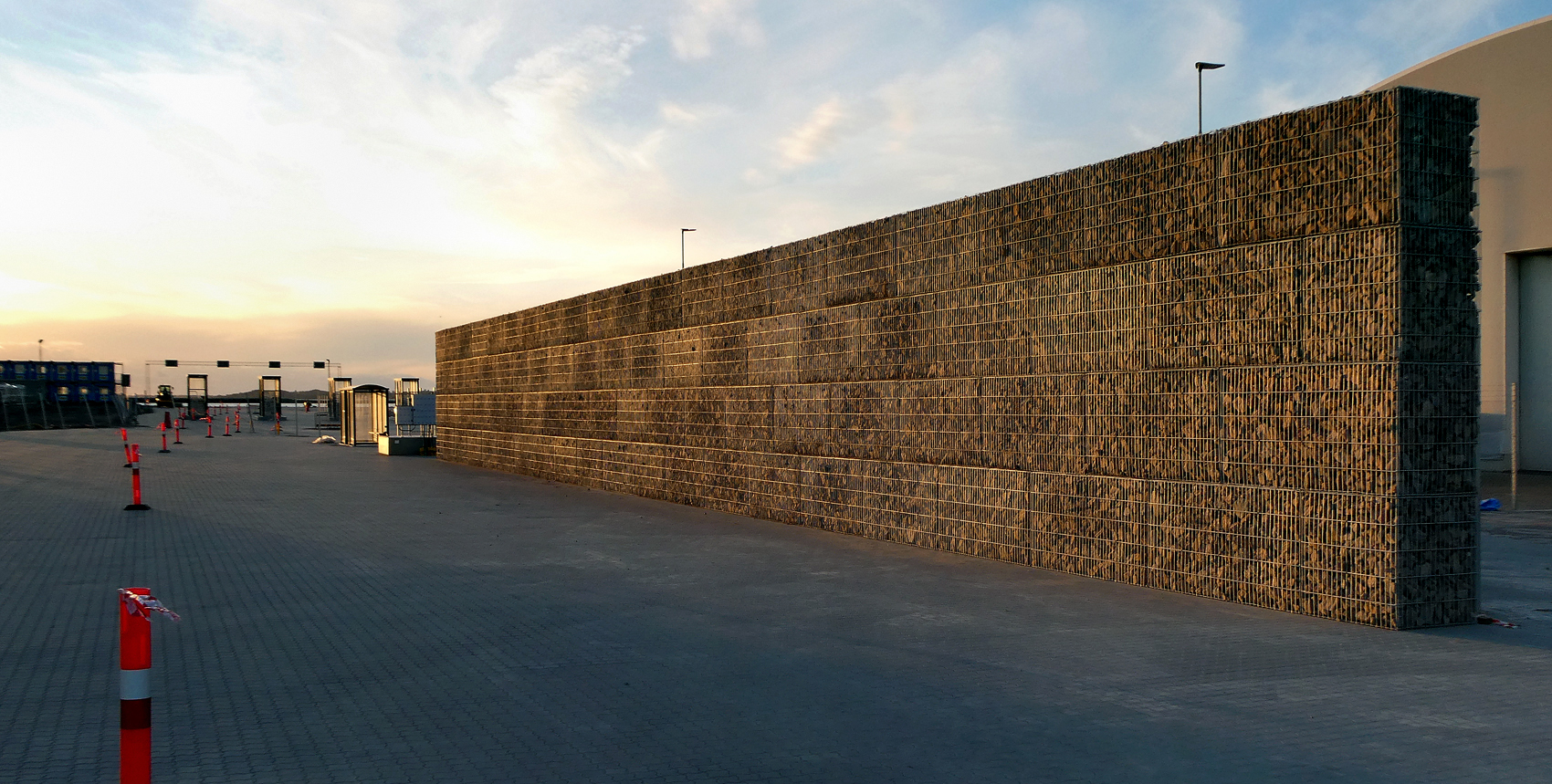
En stenkasse eller gabion vid en tullstation i Ystads hamn 2020.
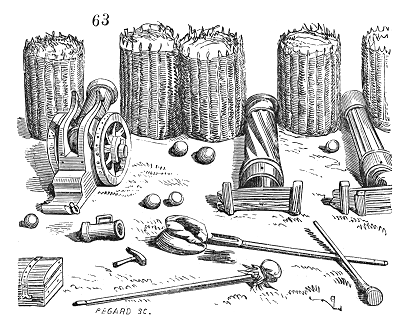
Jordfyllda skanskorgar som skydd mot fientlig eld.